# Elezioni comunali in Liguria del 1990
Le elezioni comunali in Liguria del 1990 si tennero il 6-7 maggio.

## Provincia di Genova

### Genova
| Partito                                                          | Partito                                     | Voti    | %     | Seggi | Differenza (%) | /       |
| ---------------------------------------------------------------- | ------------------------------------------- | ------- | ----- | ----- | -------------- | ------- |
|                                                                  | Partito Comunista Italiano                  | 144 761 | 30,70 | 26    | 5,80           | 5       |
|                                                                  | Democrazia Cristiana                        | 107 596 | 22,82 | 19    | 2,33           | 2       |
|                                                                  | Partito Socialista Italiano                 | 74 081  | 15,71 | 13    | 1,31           | 1       |
|                                                                  | Lega Nord Union Ligure                      | 27 278  | 5,78  | 5     | -              | 5       |
|                                                                  | Lista Verde-Verdi Arcobaleno                | 26 938  | 5,71  | 4     | 2,73           | 2       |
|                                                                  | Partito Liberale Italiano                   | 24 864  | 5,27  | 4     | 1,47           | 1       |
|                                                                  | Partito Repubblicano Italiano               | 20 739  | 4,40  | 3     | 0,02           | Stabile |
|                                                                  | Movimento Sociale Italiano-Destra Nazionale | 14 700  | 3,12  | 2     | 1,88           | 2       |
|                                                                  | Partito Socialista Democratico Italiano     | 12 922  | 2,74  | 2     | 0,74           | Stabile |
|                                                                  | Antiproibizionisti sulla droga              | 7 329   | 1,55  | 1     | -              | 1       |
|                                                                  | Caccia Pesca Ambiente                       | 5 681   | 1,20  | 1     | -              | 1       |
|                                                                  | Democrazia Proletaria                       | 4 641   | 0,98  | 0     | 0,55           | 1       |
| Totale                                                           | Totale                                      | 471 530 | 100   | 80    |                |         |
| Votanti                                                          | Votanti                                     | 501 438 | 82,42 |       |                |         |
| Elettori                                                         | Elettori                                    | 608 399 | 100   |       |                |         |
| Fonte: Archivio storico delle elezioni - Ministero dell'Interno. |                                             |         |       |       |                |         |

### Rapallo
| Partito                                                          | Partito                                       | Voti   | %     | Seggi | Differenza (%) | /       |
| ---------------------------------------------------------------- | --------------------------------------------- | ------ | ----- | ----- | -------------- | ------- |
|                                                                  | Democrazia Cristiana                          | 10 786 | 53,55 | 19    | 3,11           | 2       |
|                                                                  | Partito Comunista Italiano                    | 2 817  | 13,99 | 4     | 5,70           | 2       |
|                                                                  | Partito Socialista Italiano                   | 1 732  | 8,60  | 3     | 2,58           | 1       |
|                                                                  | Lista Verde-Verdi Arcobaleno                  | 874    | 4,34  | 1     | -              | 1       |
|                                                                  | Lega Nord Union Ligure                        | 868    | 4,31  | 1     | -              | 1       |
|                                                                  | Movimento Sociale Italiano - Destra Nazionale | 737    | 3,66  | 1     | 2,88           | 1       |
|                                                                  | Partito Repubblicano Italiano                 | 728    | 3,61  | 1     | 1,79           | Stabile |
|                                                                  | Indipendenti                                  | 504    | 2,50  | 0     | 1,55           | Stabile |
|                                                                  | Partito Liberale Italiano                     | 442    | 2,19  | 0     | 1,60           | 1       |
|                                                                  | Partito Socialista Democratico Italiano       | 389    | 1,93  | 0     | 2,14           | 1       |
|                                                                  | Democrazia Proletaria                         | 266    | 1,32  | 0     | -              | Stabile |
| Totale                                                           | Totale                                        | 20 143 | 100   | 30    |                |         |
| Votanti                                                          | Votanti                                       | 21 344 | 83,96 |       |                |         |
| Elettori                                                         | Elettori                                      | 25 421 | 100   |       |                |         |
| Fonte: Archivio storico delle elezioni - Ministero dell'Interno. |                                               |        |       |       |                |         |

### Sestri Levante
| Partito                                                          | Partito                                       | Voti   | %     | Seggi | Differenza (%) | /       |
| ---------------------------------------------------------------- | --------------------------------------------- | ------ | ----- | ----- | -------------- | ------- |
|                                                                  | Democrazia Cristiana                          | 4 937  | 33,25 | 12    | 1,21           | 1       |
|                                                                  | Partito Comunista Italiano                    | 4 624  | 31,14 | 11    | 3,18           | Stabile |
|                                                                  | Partito Socialista Italiano                   | 2 863  | 19,28 | 6     | 0,07           | Stabile |
|                                                                  | Lista Verde-Verdi Arcobaleno                  | 821    | 5,53  | 1     | 5,53           | 1       |
|                                                                  | Lega Nord Union Ligure                        | 398    | 2,68  | 0     | 2,68           | Stabile |
|                                                                  | Partito Repubblicano Italiano                 | 394    | 2,65  | 0     | 0,26           | Stabile |
|                                                                  | Movimento Sociale Italiano - Destra Nazionale | 331    | 2,23  | 0     | 1,02           | 1       |
|                                                                  | Democrazia Proletaria                         | 317    | 2,13  | 0     | 0,99           | 1       |
|                                                                  | Partito Socialista Democratico Italiano       | 163    | 1,10  | 0     | 0,53           | Stabile |
| Totale                                                           | Totale                                        | 14 848 | 100   | 30    |                |         |
| Votanti                                                          | Votanti                                       | 15 767 | 88,89 |       |                |         |
| Elettori                                                         | Elettori                                      | 17 737 | 100   |       |                |         |
| Fonte: Archivio storico delle elezioni - Ministero dell'Interno. |                                               |        |       |       |                |         |

## Provincia di Imperia

### Imperia
| Partito                                                          | Partito                                       | Voti   | %     | Seggi | Differenza (%) | /       |
| ---------------------------------------------------------------- | --------------------------------------------- | ------ | ----- | ----- | -------------- | ------- |
|                                                                  | Democrazia Cristiana                          | 9 097  | 30,92 | 14    | 5,87           | 2       |
|                                                                  | Partito Comunista Italiano                    | 5 476  | 18,61 | 8     | 4,56           | 2       |
|                                                                  | Cristiano Democratici                         | 4 016  | 13,65 | 6     | -              | 6       |
|                                                                  | Partito Socialista Italiano                   | 3 965  | 13,48 | 6     | 3,50           | 1       |
|                                                                  | Partito Socialista Democratico Italiano       | 1 558  | 5,30  | 2     | 2,19           | 1       |
|                                                                  | Partito Liberale Italiano                     | 1 200  | 4,08  | 1     | 0,48           | Stabile |
|                                                                  | Socialisti Progressisti                       | 1 188  | 4,04  | 1     | -              | 1       |
|                                                                  | Partito Repubblicano Italiano                 | 1 149  | 3,91  | 1     | 1,66           | 1       |
|                                                                  | Lista Verde-Verdi Arcobaleno                  | 897    | 3,05  | 1     | 3,05           | 1       |
|                                                                  | Lega Nord Union Ligure                        | 489    | 1,66  | 0     | 1,66           | Stabile |
|                                                                  | Movimento Sociale Italiano - Destra Nazionale | 387    | 1,32  | 0     | 1,73           | 1       |
| Totale                                                           | Totale                                        | 29 422 | 100   | 40    |                |         |
| Votanti                                                          | Votanti                                       | 31 175 | 89,57 |       |                |         |
| Elettori                                                         | Elettori                                      | 34 806 | 100   |       |                |         |
| Fonte: Archivio storico delle elezioni - Ministero dell'Interno. |                                               |        |       |       |                |         |

## Provincia della Spezia

### La Spezia
| Partito                                                          | Partito                                       | Voti   | %     | Seggi | Differenza (%) | /       |
| ---------------------------------------------------------------- | --------------------------------------------- | ------ | ----- | ----- | -------------- | ------- |
|                                                                  | Partito Comunista Italiano                    | 24 421 | 32,56 | 18    | 5,95           | 2       |
|                                                                  | Democrazia Cristiana                          | 21 666 | 28,89 | 15    | 1,55           | 1       |
|                                                                  | Partito Socialista Italiano                   | 11 336 | 15,12 | 8     | 2,80           | 2       |
|                                                                  | Lista Verde-Verdi Arcobaleno                  | 4 242  | 5,66  | 3     | 3,51           | 2       |
|                                                                  | Partito Repubblicano Italiano                 | 4 001  | 5,33  | 2     | 0,20           | 1       |
|                                                                  | Movimento Sociale Italiano - Destra Nazionale | 2 115  | 2,82  | 1     | 1,50           | 1       |
|                                                                  | Partito Socialista Democratico Italiano       | 1 944  | 2,59  | 1     | 0,57           | Stabile |
|                                                                  | Lega Nord Union Ligure                        | 1 678  | 2,24  | 1     | 2,24           | 1       |
|                                                                  | Lista Civica                                  | 1 580  | 2,11  | 1     | 0,85           | 1       |
|                                                                  | Partito Liberale Italiano                     | 1 116  | 1,49  | 0     | 0,38           | 1       |
|                                                                  | Democrazia Proletaria                         | 899    | 1,20  | 0     | 0,30           | Stabile |
| Totale                                                           | Totale                                        | 74 998 | 100   | 50    |                |         |
| Votanti                                                          | Votanti                                       | 79 089 | 86,00 |       |                |         |
| Elettori                                                         | Elettori                                      | 91 964 | 100   |       |                |         |
| Fonte: Archivio storico delle elezioni - Ministero dell'Interno. |                                               |        |       |       |                |         |

### Sarzana
| Partito                                                          | Partito                                       | Voti   | %     | Seggi | Differenza (%) | /       |
| ---------------------------------------------------------------- | --------------------------------------------- | ------ | ----- | ----- | -------------- | ------- |
|                                                                  | Partito Comunista Italiano                    | 5 930  | 41,19 | 14    | 5,53           | 1       |
|                                                                  | Partito Socialista Italiano                   | 3 798  | 26,38 | 9     | 5,58           | 3       |
|                                                                  | Democrazia Cristiana                          | 2 529  | 17,57 | 5     | 3,23           | 2       |
|                                                                  | Lista Verde-Verdi Arcobaleno                  | 635    | 4,41  | 1     | 4,41           | 1       |
|                                                                  | Partito Repubblicano Italiano                 | 456    | 3,17  | 1     | 0,08           | Stabile |
|                                                                  | Partito Socialista Democratico Italiano       | 303    | 2,10  | 0     | 2,08           | 1       |
|                                                                  | Movimento Sociale Italiano - Destra Nazionale | 272    | 1,89  | 0     | 0,83           | Stabile |
|                                                                  | Partito Liberale Italiano                     | 170    | 1,18  | 0     | 3,00           | 1       |
|                                                                  | Lega Nord Union Ligure                        | 169    | 1,17  | 0     | 1,17           | Stabile |
|                                                                  | Democrazia Proletaria                         | 134    | 0,93  | 0     | 0,76           | Stabile |
| Totale                                                           | Totale                                        | 14 396 | 100   | 30    |                |         |
| Votanti                                                          | Votanti                                       | 15 108 | 90,35 |       |                |         |
| Elettori                                                         | Elettori                                      | 16 722 | 100   |       |                |         |
| Fonte: Archivio storico delle elezioni - Ministero dell'Interno. |                                               |        |       |       |                |         |

## Provincia di Savona

### Savona
| | Partito Comunista Italiano                    | 16 475 | 33,90 | 15 | 8,14    | 4       |
| | Democrazia Cristiana                          | 11 237 | 23,12 | 10 | 1,16    | Stabile |
| | Partito Socialista Italiano                   | 7 744  | 15,94 | 7  | 2,91    | 2       |
| | Lega Nord Union Ligure                        | 3 996  | 8,22  | 3  | 8,22    | 3       |
| | Lista Verde-Verdi Arcobaleno                  | 2 940  | 6,05  | 2  | 6,05    | 2       |
| | Partito Repubblicano Italiano                 | 2 056  | 4,23  | 1  | 1,70    | 1       |
| | Partito Liberale Italiano                     | 1 280  | 2,63  | 1  | 0,91    | Stabile |
| | Movimento Sociale Italiano - Destra Nazionale | 1 175  | 2,42  | 1  | 2,61    | 1       |
| | Partito Socialista Democratico Italiano       | 1 021  | 2,10  | 0  | 0,06    | Stabile |
| | Democrazia Proletaria                         | 672    | 1,38  | 0  | Stabile | Stabile |
| Totale                                                                                              | Totale                                        | 48 596 | 100   | 40 | —       | —       |
| Votanti                                                                                             | Votanti                                       | 52 561 | 86,30 |    |         |         |
| Elettori                                                                                            | Elettori                                      | 60 908 | 100   |    |         |         |
| Fonte: Archivio storico delle elezioni – Ministero dell'Interno, su elezionistorico.interno.gov.it. |                                               |        |       |    |         |         |